# لويس دي أرقويو
لويس دي أرقويو (بالإسبانية: Luis de Urquijo)‏ كان رئيسا لريال مدريد من 1926 إلى 1930.

## روابط خارجية
- لويس دي أرقويو على موقع مونزينجر (الألمانية)